# Филип д’Артоа
Филип д’Артоа (на френски: Philippe d’Artois, * 1358, † 16 юни 1397 в Микализо, Османска империя) е от 1387 г. граф на Йо и от 1392 г. конетабъл на Франция.

## Произход
Той е син на Жан д’Артоа, граф на Йо от Дом Франция-Артоа, и Изабела от Мелюн.

## Дейност
Филип сe бори против англичаните, а след 1383 г. отива на поклонение в Светите земи. където попада в плен на султана на Египет.
След освобождението му той участва заедно с херцог Луи II дьо Бурбон през 1390 г. в безуспешния кръстоносен поход против Махдия в Тунис.
През 1396 г. той участва заедно с Сигизмунд Люксембургски, тогава крал на Унгария, по-късно император, и Жан Безстрашни, тогава граф на Невер, по-късно херцог на Бургундия, и много други благородници в унгарско-френския поход против турците. В битката при Никопол Филип от Артоа попада в плен. Умира девет дена преди освобождението си.

## Брак
Той се жени на 28 януари 1392 г. в Париж за Мария Бери (1367– юни 1434), дъщеря на херцог Жан Валоа Берийски. Тя има от 1370 г. титлата херцогиня на Оверн. Същата 1392 година Филип получава службата конетабъл.

## Деца
Техните деца са:
- Шарл (1394–1472), граф на Йо
- Филип (1395–1397)
- Бона (1396–1425), ∞ 1) Филип II Бургундски, граф на Невер и Ретел, ∞ 2) Филип III Добрия, херцог на Бургундия
- Катерина (1397–1420), ∞ Жан дьо Бурбон, сеньор de Carency